# Фреснадильо, Хуан Карлос
Хуа́н Ка́рлос Фреснади́льо (исп. Juan Carlos Fresnadillo, род. 5 декабря 1967, Санта-Крус-де-Тенерифе) — испанский кинорежиссёр, сценарист, продюсер.

## Биография
Изучал фото- и киноискусство в Мадриде. В 1987 основал продюсерскую фирму, поддерживавшую короткометражные и рекламные ленты. Уже первый его короткометражный «чёрный» фильм Молодожёны (1996) стал кандидатом на премию Оскар и завоевал многочисленные другие премии. Следующие работы подтвердили и закрепили успех.

## Фильмография
- 1996 — Молодожёны (исп. Esposados) — короткометражный, чёрно-белый, номинации на Оскар и премию Гойя, Большая премия Астурии и специальная премия молодёжного жюри КФ в Хихоне, Национальная премия короткометражного кино в Алькала-де-Энарес.
- 2001 — Неуязвимый (исп. Intacto) — премия Гойя лучшему новому режиссёру, шесть номинаций на премию Гойя, премия фестиваля Фантаспорто за лучший сценарий и лучший фильм, номинация на главную премию МКФ в Братиславе.
- 2002 — Психотакси (исп. Psicotaxi) — короткометражный, об Алехандро Ходоровском.
- 2007 — 28 недель спустя (исп. 28 semanas después) — сиквел фильма Дэнни Бойла 28 дней спустя, британская премия Империи за лучший фильм в жанре хоррор.
- 2011 — Злоумышленники (англ. Intruders) — испано-британский триллер, две номинации на премию Гойя.
- 2024 — Дева и дракон (англ. Damsel) — американский фильм-фэнтези[2].